# Wormhole / Yumi AraI
『Wormhole / Yumi AraI』（ワームホール）は、松任谷由実の40枚目のアルバム。2025年10月29日にユニバーサルミュージックから発売予定。前作『深海の街』から約5年ぶりの発表となっている。
本作を携えたツアー「松任谷由実 THE WORMHOLE TOUR 2025 - 26」が、2025年11月17日から2026年12月24日まで開催予定。

## 収録予定曲
1. Let It Rain
  - ハウス北海道シチューCMソング
2. LET'S GET IT STARTED!
  - ニッポン放送開局70周年記念テーマソング
3. 小鳥曜日
  - 荒川ナッシュ医 ペインティングス・アー・ポップスターズ展 コラボレーション曲
4. 岩礁のきらめき
  - テレビ朝日系金曜ナイトドラマ「魔物(마물)」OST楽曲
5. Y4(タイトル未定)
6. 烏揚羽
  - TVアニメ「伊藤潤二『クリムゾン』」OP主題歌
7. Y6(タイトル未定)
8. Y7(タイトル未定)
9. Y8(タイトル未定)
10. Y9(タイトル未定)
11. Y10(タイトル未定)
12. 文通 album version (松任谷由実 × imase)
  - BOSE60周年コラボソング